# Versuchsbau Gotha Ost
Der Versuchsbau Gotha Ost (V.G.O.) war eine Abteilung der Gothaer Waggonfabrik zum Bau von Riesenflugzeugen, welche die ersten Versuchsmuster für die spätere Zeppelin Staaken R.VI herstellte.

## Vorgeschichte
Vor dem Ersten Weltkrieg war der 1912/13 von Igor Sikorsky entworfene russische Ilja Muromez der einzige Großflugzeugtyp der Welt. Trotz der Fixierung auf Luftschiffe war man sich in Deutschland darüber im Klaren, dass die Zukunft den Flugzeugen gehören würde. Also engagierten die Industriellen Ferdinand Graf von Zeppelin, Robert Bosch und Albert Hirth 1914 Deutschlands ersten Professor für Flugzeugbau Alexander Baumann als Leiter des Projekts. Beteiligt waren auch Hellmuth Hirth und der junge Ernst Heinkel. Es entstanden die ersten funktionstüchtigen Riesenflugzeuge, die das russische Modell an Größe und Zuladung weit übertrafen. Bis zum Kriegsende wurden 34 dieser Flugzeuge in Serie gebaut, darunter 18 Exemplare der Zeppelin-Staaken R.VI.

### V.G.O.I

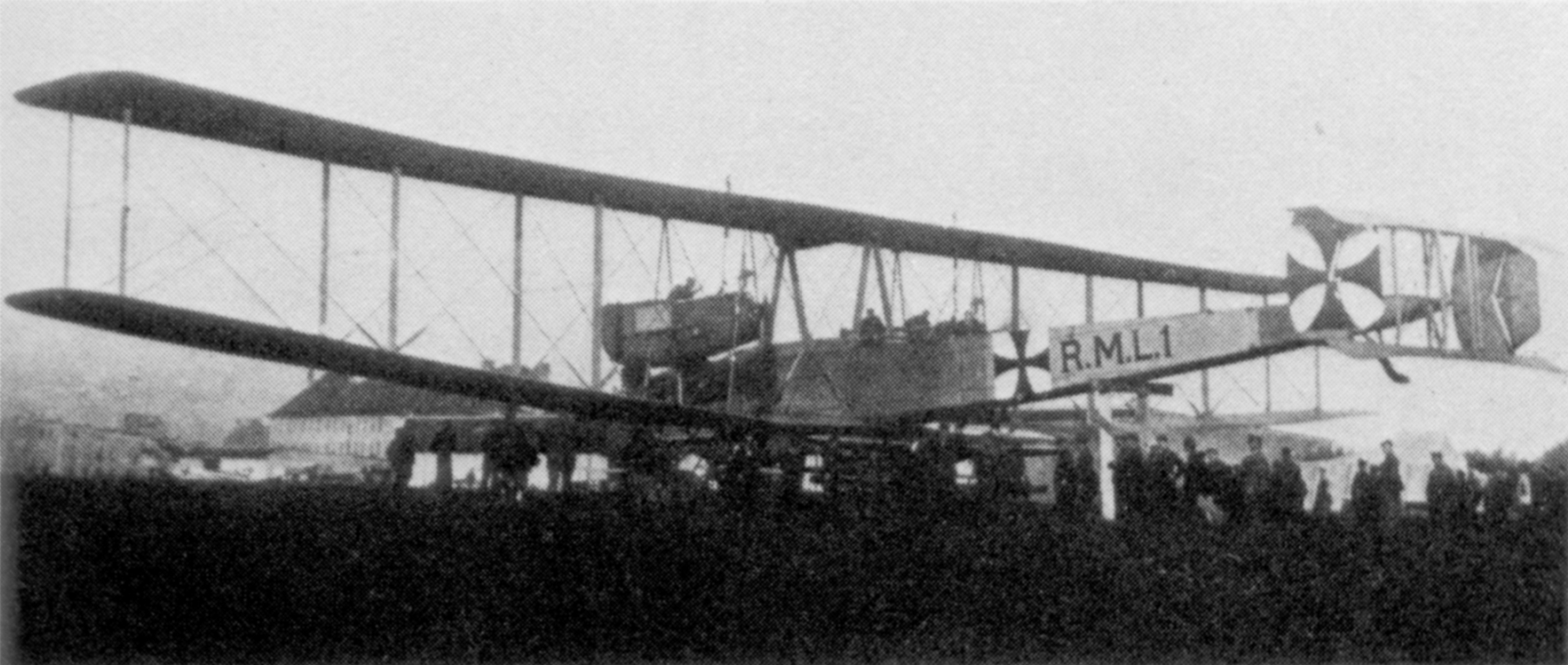
VGO.I 1915

Die V.G.O. I war ein vierstieliger Doppeldecker mit einer Spannweite von 42 Metern. Das Leitwerk war ebenfalls als Doppeldecker mit Doppelseitenruder ausgelegt. Die Konstruktion bestand überwiegend aus Holz. Der Antrieb erfolgte durch drei Maybach-Mb-IV-Motoren des von Zeppelin mitbegründeten Maybach-Motorenbaus zu je 240 PS. Ein Motor befand sich in der Rumpfspitze und die beiden anderen in Gondeln zwischen den Tragflächen. Die Gondelmotoren trieben Druckluftschrauben an. Die Maschine wurde von der Marine geordert und erhielt die Kennung R.M.L.1. Der Erstflug fand am 11. April 1915 statt. Erste Einsatzversuche fanden an der Ostfront statt und verliefen einigermaßen befriedigend. Allerdings zeigte sich eine deutliche Untermotorisierung, worauf die Maschine wieder nach Staaken überführt und einer Umbaumaßnahme unterzogen wurde. Insgesamt fünf 245-PS-Motoren von Maybach wurden eingebaut, aber schon beim ersten Flug zerschellte das Flugzeug am 10. März 1917 nach dem Aussetzen eines Motors und anschließender Blockierung des Seitenruders an einer Luftschiffhalle. Die Piloten Hans Vollmöller und Gustav Klein kamen dabei ums Leben.

### V.G.O.II

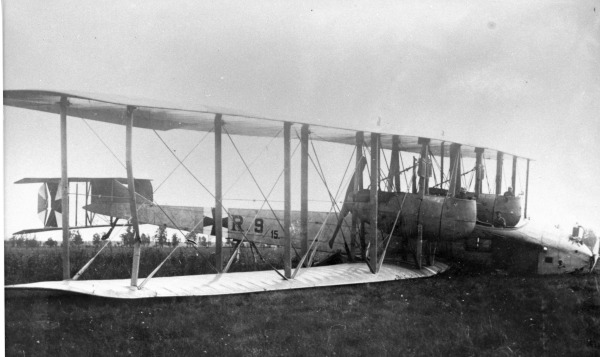
VGO.II nach einer Bruchlandung

Für das Heer war die V.G.O.II gebaut worden, die fast identisch zur ursprünglichen V.G.O.I war und die Registrierung R.9/15 erhielt. Sie flog erstmals am 26. Oktober 1915. Die Maschine wurde ebenfalls an der Ostfront erprobt und diente später als Schulflugzeug. Auch diese Maschine zeigte abgesehen von der Untermotorisierung ein gutes Flugverhalten und die grundsätzliche Auslegung der Zelle wurde bis zum Kriegsende bei allen Zeppelin-Staaken-Typen beibehalten. Vorn in den Gondeln befanden sich MG-Stände.

### V.G.O.III

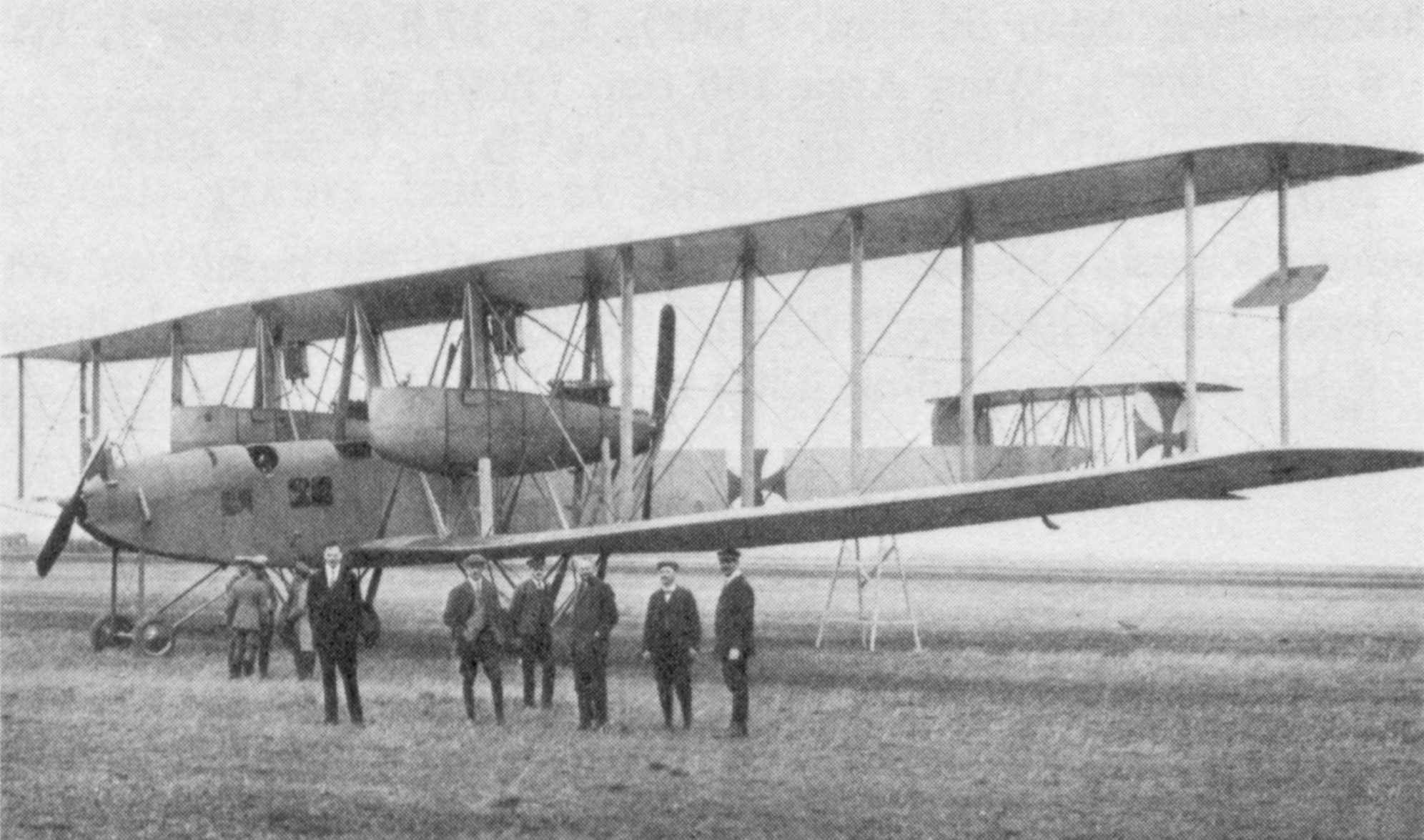
VGO.III „R III“ 1916

Augenfälligste Veränderung zu den Vorgängermustern war ein verändertes Leitwerk. Das untere Deck war nun direkt mit dem Rumpf verbunden. Um der Maschine etwas mehr Leistung zu geben, wurden die drei Maybach-Motoren durch sechs Mercedes D III zu je 160 PS ersetzt, von denen jeweils zwei gekoppelt wurden und eine Luftschraube antrieben. Das Flugzeug wurde auch als R.III bezeichnet und erhielt die Kennung R.10/15. Der Erstflug fand im Frühjahr 1916 statt. Auch diese Maschine wurde von der Rfa500 (Rfa – Riesenflugzeugabteilung) an der Ostfront eingesetzt.

## Technische Daten
| Kenngröße             | Daten (VGO I)                                   | Daten (VGO II)                                  | Daten (VGO III)                                                        |
| --------------------- | ----------------------------------------------- | ----------------------------------------------- | ---------------------------------------------------------------------- |
| Erstflug              | 1915                                            | 1915                                            | 1916                                                                   |
| Besatzung             | 6                                               | 6                                               | 6                                                                      |
| Spannweite            | 42,2 m                                          | 42,2 m                                          | 42,2 m                                                                 |
| Länge                 | 24 m                                            | 23,78 m                                         | 24,5 m                                                                 |
| Flügelfläche          | 332 m²                                          | 332 m²                                          | 332 m²                                                                 |
| Leermasse             | 6.520 kg                                        | 6.637 kg                                        | 8.600 kg                                                               |
| Nutzlast              | 1.270 kg                                        | 1.236 kg                                        |                                                                        |
| Zuladung              | 3.000 kg                                        | 3.566 kg                                        | 3.000 kg                                                               |
| Startmasse            | 9.520 kg                                        | 10.203 kg                                       | 11.600 kg                                                              |
| Antrieb               | wassergekühlte Sechszylinder-Reihenmotoren      | wassergekühlte Sechszylinder-Reihenmotoren      | wassergekühlte Sechszylinder-Reihenmotoren                             |
| Anzahl, Typ           | drei Maybach HS                                 | drei Maybach HS                                 | sechs Mercedes D III                                                   |
| Nennleistung          | 240 PS (177 kW) bei 1406/min                    | 240 PS (177 kW) bei 1406/min                    | 160 PS (118 kW) bei 1420/min                                           |
| Höchstgeschwindigkeit | 110 km/h                                        | 110 km/h                                        | 120 km/h                                                               |
| Steigzeit             | 39 min auf 2.000 m Höhe 79 min auf 3.000 m Höhe | 39 min auf 2.000 m Höhe 79 min auf 3.000 m Höhe | 6 min auf 1.000 m Höhe 29 min auf 2.000 m Höhe 56 min auf 3.000 m Höhe |
| Dienstgipfelhöhe      | 3.000 m                                         | 3.000 m                                         | 3.000 m                                                                |
| Bewaffnung            | vier bewegliche 7,9-mm-MG                       | vier bewegliche 7,9-mm-MG                       | fünf bewegliche 7,9-mm-MG                                              |
| Bombenlast            | 1.000 kg                                        | 1.000 kg                                        | 400–800 kg                                                             |

## Die ersten Zeppelin-Staaken-Muster
Die weitere Herstellung wurde nun nach Berlin-Staaken verlegt und beschäftigte im Jahr 1917 rund 2500 Mitarbeiter. Obwohl die im Folgenden beschrieben Muster nicht mehr in Gotha hergestellt wurden, bauten sie jedoch auf der Basiskonstruktion mit drei Propellern auf. Erst mit der Umstellung auf viermotorige Muster vom Typ R.VI wurde die Grundkonzeption verändert.

### Zeppelin-Staaken R.IV

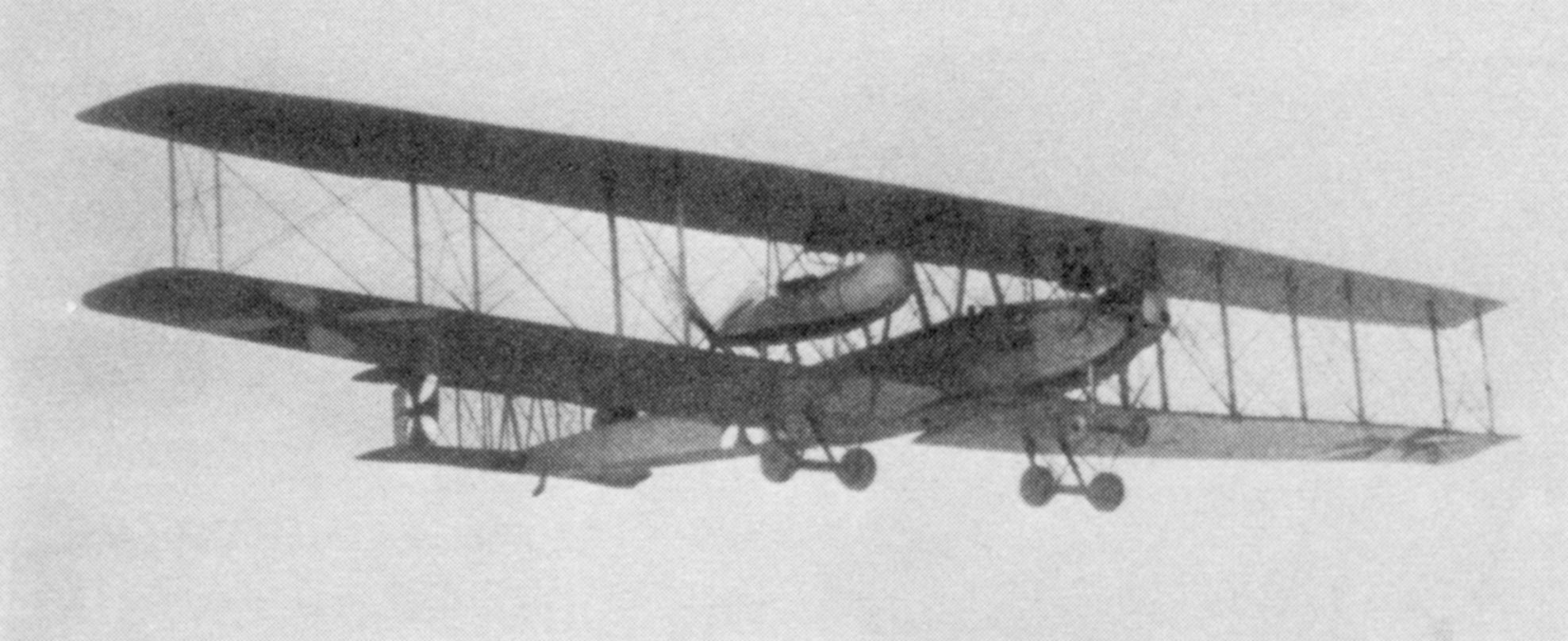
R.IV (1916)

Die R.IV waren ebenfalls sechsmotorig, wobei hier stärkere Benz-Bz-IV-Motoren verbaut wurden. R.IV wurde nach einigen Einsatzflügen als Ausbildungsmaschine eingesetzt und überlebte das Kriegsende. Militärisches Kennzeichen war R.12/15.

### Zeppelin-Staaken R.V

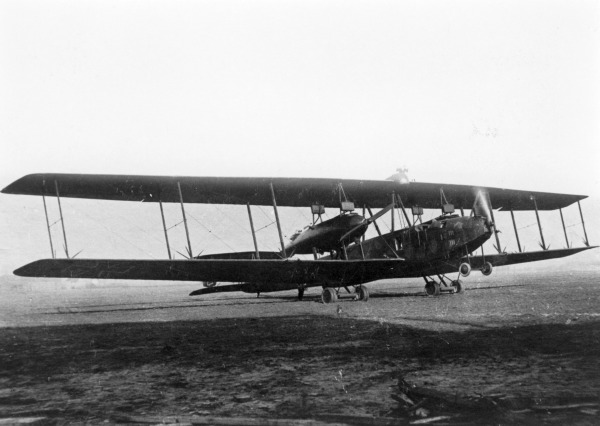
R.V

R.V war fünfmotorig, wobei 260-PS-Maybachmotoren eingebaut wurden, die diesmal auf drei Zugschrauben wirkten. Vier Motoren waren paarweise hintereinander in den Gondeln eingebaut, der fünfte einzeln in der Rumpfspitze. Im Hinterteil der Motorgondeln waren MG-Stände. Militärisches Kennzeichen war R.13/15 und die Einsatzdauer erstreckte sich vom 23. Dezember 1917 bis zum 18. Oktober 1918. Es wurden insgesamt 16 Einsatzmissionen geflogen. Die Leistungen lagen etwas über denen der R.VI, aber die Maschine hatte stets mit Getriebeproblemen zu kämpfen. Die R.V ging bei einer Nebellandung zu Bruch.

### Zeppelin-Staaken R.VII
Die einzige R.VII (die letzte Staaken-Maschine mit drei Luftschrauben) ging bereits beim Überführungsflug an die Front verloren. Hier wurde wieder die ursprüngliche Motorenanordnung gewählt. Antrieb 2× Mercedes D III zu je 160 PS im Rumpf plus 4× Benz Bz IV zu je 220 PS mit Druckschrauben in den Gondeln. Militärisches Kennzeichen war R.14/15.

## Schlussbetrachtung
Obwohl Baumanns Grundauslegung der Zelle als durchaus gelungen betrachtet werden kann, erwiesen sich gekoppelte Kolbentriebwerke immer als problematisch (z. B. Heinkel He 177 oder alle andere deutschen Land-R-Flugzeuge). Neben dem zusätzlichen Gewicht für Getriebe, Fernwellen, Kupplungen etc. stellte z. B. auch die ungleiche Gasannahme der Einzeltriebwerke eine Belastung für die Antriebskomponenten dar und sorgte für erhöhten Verschleiß. Erst der Übergang auf vier bis fünf Einzelmotoren mit Direktantrieb löste das Problem in zufriedenstellender Weise. Andererseits waren bei den oben aufgeführten Mustern alle erdenklichen Propelleranordnungen getestet worden, und die gewonnenen Erfahrungen konnten bei den Folgemustern R.VI, R.XIV, R.XV und R.XVI verwendet werden. Baumann nahm 1919 seine Lehrtätigkeit wieder auf und wechselte von 1925 bis 1927 als Chefkonstrukteur zu Mitsubishi.